# Gabane
Gabane è un villaggio del Botswana situato nel distretto di Kweneng, sottodistretto di Kweneng East. Il villaggio, secondo il censimento del 2011, conta 15.237 abitanti.

## Località
Nel territorio del villaggio sono presenti le seguenti 19 località:
- Diphepe di 54 abitanti,
- Diphepe di 57 abitanti,
- Diremogolo Lands/Lesetlhan di 153 abitanti,
- Ditlhakane di 166 abitanti,
- Goo-Nku di 51 abitanti,
- Kamenakwe di 234 abitanti,
- Lelotong di 19 abitanti,
- Mmamotlakwe/Letswaane di 132 abitanti,
- Mmokolodi di 82 abitanti,
- Moritsane di 55 abitanti,
- Radingwe di 3 abitanti,
- Rakola di 76 abitanti,
- Ramantosha di 59 abitanti,
- Rasoko di 67 abitanti,
- Road Maitanance Camp,
- Segakwaneng di 7 abitanti,
- Senamakola di 19 abitanti,
- Talane di 94 abitanti,
- Tsorogwane di 106 abitanti